# Olga Oppenheimer
Olga Friederike Oppenheimer, verheiratete Worringer, (9. Juni 1886 Köln – 4. Juli 1941 im Konzentrations- und Vernichtungslager Lublin-Majdanek (Lublin), Polen) war eine deutsche Malerin und Grafikerin des Expressionismus. Im Jahr 1911 war sie Mitbegründerin des avantgardistischen Gereonsklubs in Köln. Als Jüdin in der Zeit des Nationalsozialismus verfolgt, wurde sie 1941 im deutschen KZ Majdanek ermordet.

## Leben und Wirken

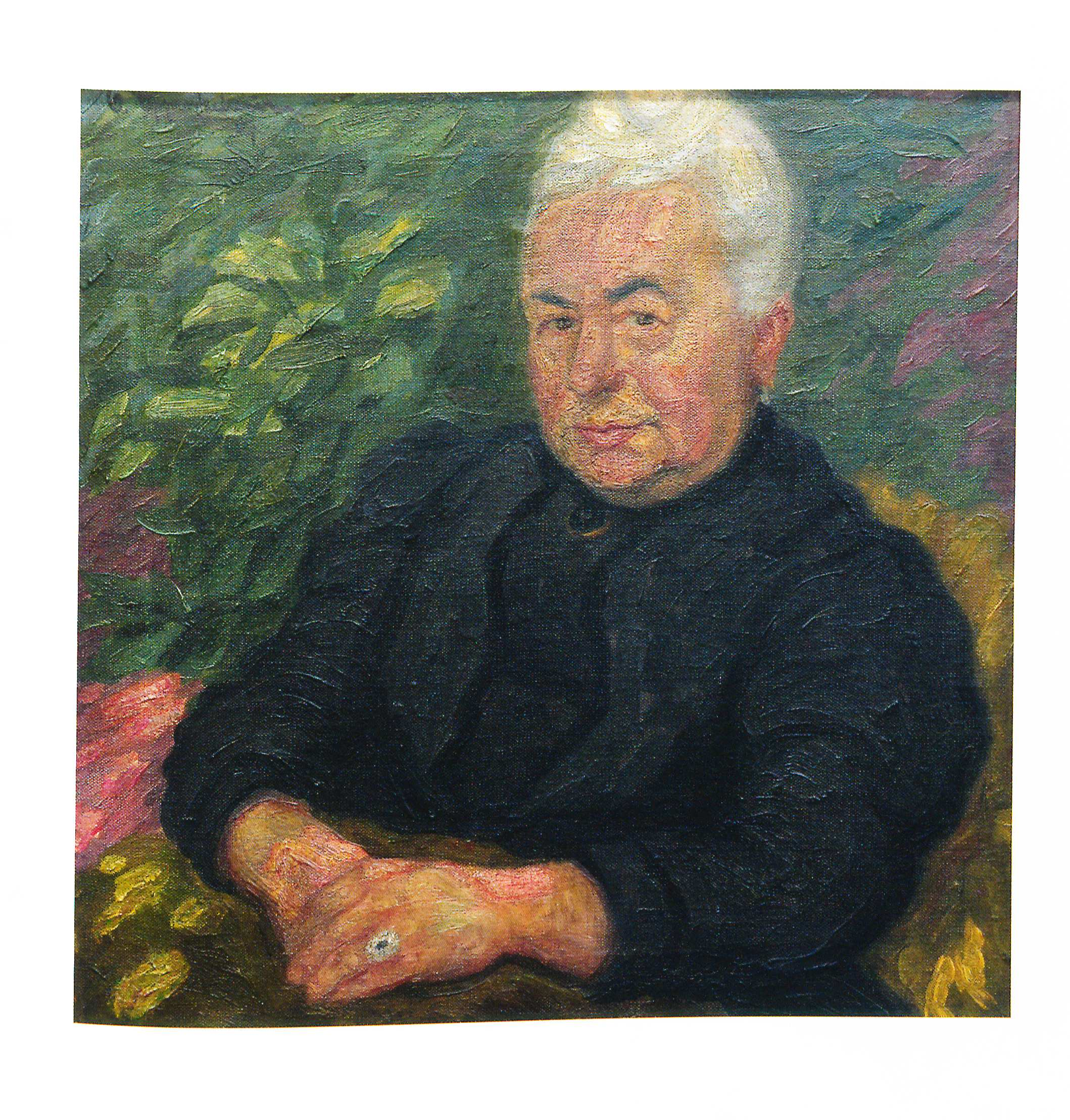
Olga Oppenheimer: Bildnis Bertha Oppenheim (Großmutter), 1907

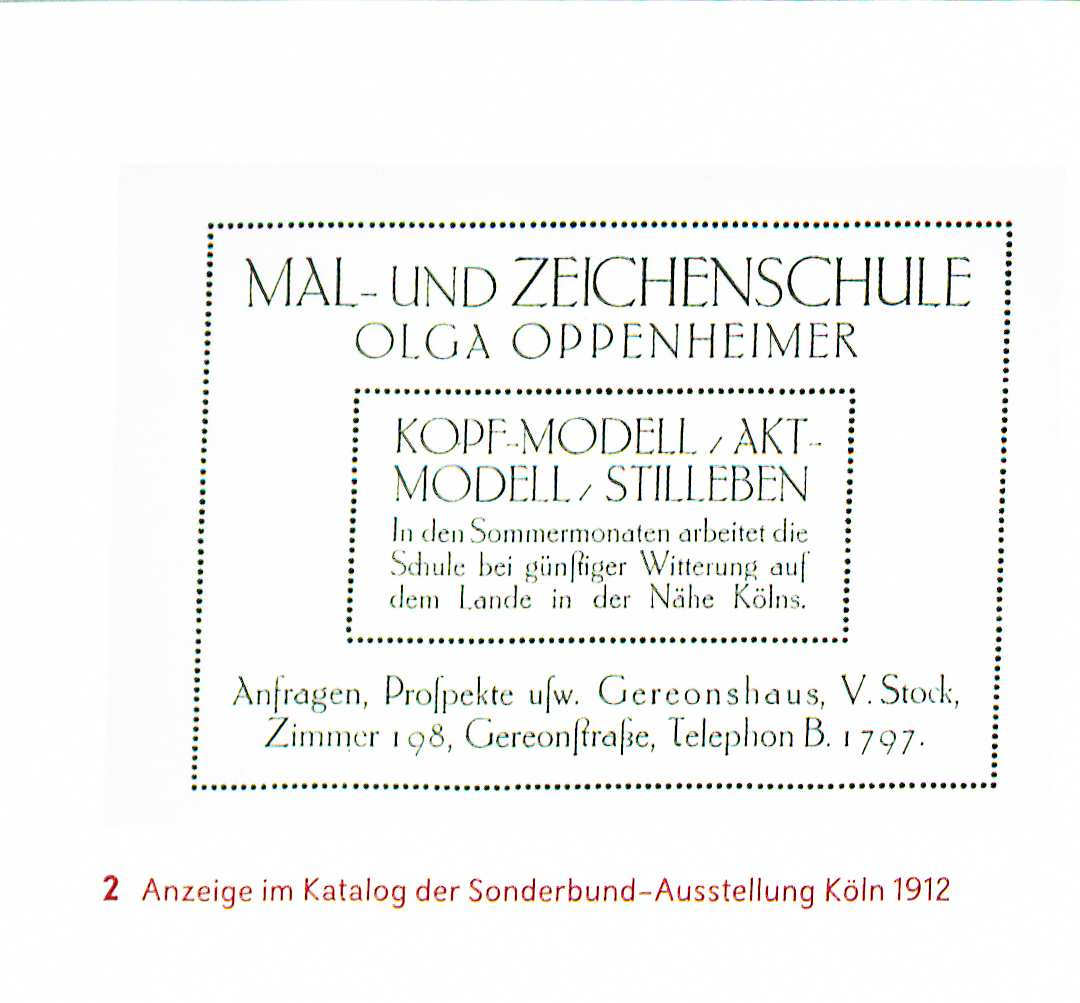
Olga Oppenheimers Mal- und Zeichenschule. Anzeige im Katalog der Internationalen Kunstausstellung des Sonderbundes westdeutscher Kunstfreunde und Künstler 1912

Olga war das älteste von sechs Kindern des jüdischen Tuchgroßhändlers Max Samuel Oppenheimer und dessen Ehefrau Emilie Wilhelmine, geb. Oppenheim. Ab 1907 studierte sie gemeinsam mit ihrer Freundin Emmy Worringer (Emilie) (1878–1961) in Dachau bei Adolf Hölzel und an der Akademie in München. 1909 wurde sie in Paris Schülerin von Paul Sérusier und richtete anschließend mit Worringer in Köln ein gemeinsames Atelier und eine Mal- und Zeichenschule im 1910 erbauten Kölner Gereonshaus in der Gereonstraße 18–32 ein. Hier gründeten sie 1911 gemeinsam mit Franz M. Jansen den Gereonsklub, der in den Atelierräumen einen Jour fixe abhielt und Ausstellungen moderner Kunst organisierte. Die Kölner künstlerische Avantgarde traf sich hier unter der Führung von August Macke.
Am 24. Mai 1912 eröffnete in Köln die Sonderbund-Ausstellung, die einen Überblick über die neuesten Tendenzen der europäischen Malerei gab. Unter den wenigen Frauen, die dort ausstellten, war Oppenheimer. Ihr im Saal 21 gezeigtes Gemälde Stillleben, das sie gemeinsam mit den Arbeiten der Kollegen der Rheinischen Expressionisten ausstellte, ist verschollen.
1913 war Oppenheimer die einzige deutsche Frau, die in der Armory Show in New York, Boston und Chicago vertreten war, wo sechs ihrer Holzschnitte gezeigt wurden. Im Juli 1913 nahm sie mit zwei Stillleben an der Ausstellung Rheinischer Expressionisten in Bonn teil.
Im selben Jahr fand die Heirat mit dem Bruder ihrer Freundin, dem Gastronomen Adolf Worringer (1882–1960), statt. Nach der Geburt von zwei Söhnen gab sie die Malerei auf; möglicherweise aufgrund von Depressionen. Die Ereignisse während des Ersten Weltkriegs verstärkten die Erkrankung, und ab 1918 brachte ihre Familie sie in der Heilanstalt in Waldbreitbach unter. In der Zeit des Nationalsozialismus ließ sich Adolf Worringer 1936 gemäß den Nürnberger Gesetzen von seiner jüdischen Frau Olga scheiden. 1941 wurde sie laut offizieller Todesbescheinigung angeblich in das Konzentrationslager Majdanek deportiert und dort ermordet. Damit wurde verschleiert, dass Olga Oppenheimer im Rahmen der als Aktion T4 bezeichneten nationalsozialistischen Krankenmorde von Waldbreitbach über Andernach in die Tötungsanstalt Hadamar deportiert worden war, wo sie am 11. Februar 1941 ermordet wurde.
Olga Oppenheimer war die Schwägerin des Kunsthistorikers Wilhelm Worringer und dessen Ehefrau, der Malerin Marta Worringer (1881–1965).

## Erinnerung / Gedenken

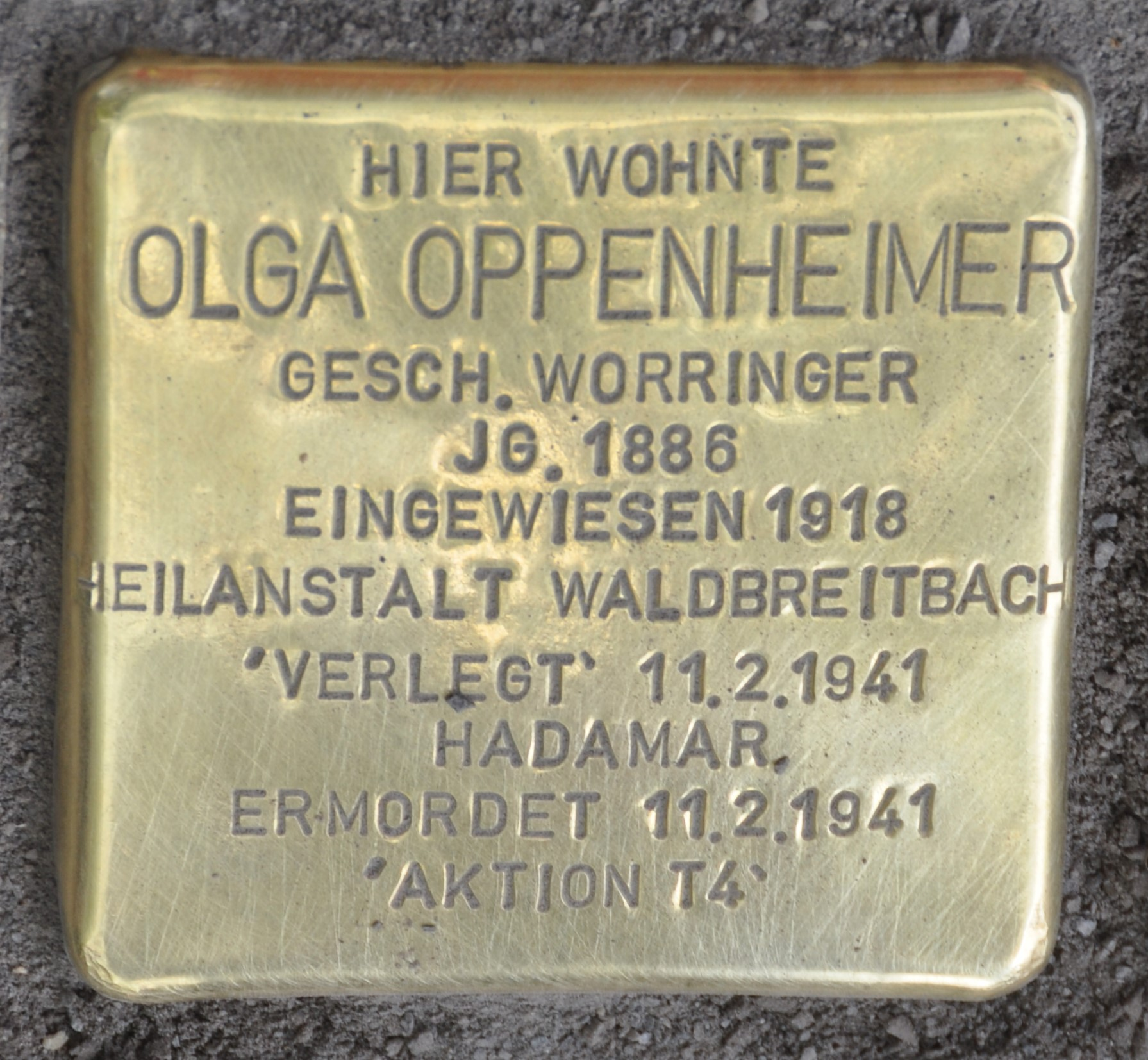
Stolperstein für Olga Oppenheimer

Die Künstlerin ist nahezu vergessen. Die Frankfurter Allgemeine Zeitung schrieb 2012 kritisch, dass Olga Oppenheimer in der Rekonstruktion der Sonderbund-Ausstellung von 2012, die unter dem Titel „1912 – Mission Moderne. Die Jahrhundertschau des Sonderbundes“ im Kölner Wallraf-Richartz-Museum gezeigt wurde, nur im Katalog erwähnt sei, die Geschichte der Künstlerin aber fehle in der Ausstellung.
Am 13. Juni 2025 wurde für sie vor dem Haus Bodinusstr. 2 (Ecke Stammheimer Straße) in Köln-Riehl ein Stolperstein verlegt.
Die Künstlerin Bea Schlingelhoff hat anlässlich der Ausstellung Maskulinitäten im Kölnischen Kunstverein zu Ehren von Olga Oppenheimer eine Schriftart entwickelt, die kostenfrei heruntergeladen, genutzt und verbreitet werden darf.

## Werke / Ausstellungen
Von Oppenheimer gibt es, Stand 2013, kein Werkverzeichnis.